# Maximiliano Kloss
Gral. Maximiliano Kloss fue un militar alemán-mexicano que participó en la Revolución mexicana. Hijo de un oficial prusiano, (Herrmann Klos Conde de Königsberg, hoy Kaliningrado). Desde muy joven se inició en la carrera de las armas. Perteneció a las fuerzas del general Álvaro Obregón, siendo subjefe de su artillería, y su papel en la Batalla de Celaya fue de importancia decisiva. 
En la biografía escrita por Paco Ignacio Taibo II, menciona que Francisco Villa después de recibir una propuesta de aliarse con el gobierno germano, para la instalación de bases submarinas en México, este supuestamente lo arrojó por las escaleras.  
Luego desempeñó puestos tales como jefe de la sección de Ingenieros y Topógrafos del Departamento del Estado Mayor de la entonces Secretaría de Guerra y Marina. Autor de Los ríos y sus mejoras (1919). Murió en Tacubaya, Distrito Federal, en 1921.  , se entrevistó con Francisco Villa en el Hotel Emporio, en el El Paso, Texas. 